# Fethiyespor
Maillots
Le Fethiyespor, officiellement Fethiye Spor Kulübü, est un club turc de football basé à Fethiye.

## Historique
Le club est fondé en 1933.
Longtemps de niveau amateur (1933-1984), le club évolue désormais dans le championnat de Turquie D3 (2006-2013, 2014-). Il évolue également dans le championnat de Turquie D2 (1995-1996, 2013-2014) et le championnat de Turquie D4 (1984-1995, 1996-2006).

## Parcours
- Championnat de Turquie D2 : 1995-1996, 2013-2014
- Championnat de Turquie D3 : 2006-2013, 2014-
- Championnat de Turquie D4 : 1984-1995, 1996-2006

## Joueurs et anciens joueurs notables
- Sammy N'Djock